# Belonia nidarosiensis
Belonia nidarosiensis är en lavart som först beskrevs av Kindt, och fick sitt nu gällande namn av P. M. Jørg. & Vezda. Belonia nidarosiensis ingår i släktet Belonia och familjen Gyalectaceae.   Inga underarter finns listade i Catalogue of Life.